# Иоанникий (Неделчев)
Митрополит Иоанникий (болг. Митрополит Йоаникий, в миру Иван Георгиев Неделчев; 2 марта 1939, Пет-Могили, Сливенская область — 9 января 2024) — епископ Болгарской православной церкви, митрополит Сливенский.

## Биография
Родился 2 марта 1939 года в селе Пет-Могили Новозагорской околии Сливенской области Болгарии в семье Георгия Неделчева Кынова и Марии Милановой Ивановой.
В 1953 году, окончив среднее образование, поступил Софийскую духовную семинарию, располагавшуюся в Черепише, которую окончил в 1958 году.
После прохождения воинской службы в 1960 году поступил в Софийскую духовную академию.
1 апреля 1961 года в Мыглижском монастыре митрополитом Старозагорским Климентом (Киновым) пострижен в монашество под духовное руководство архимандрита Герасима (Боева).
28 августа того же года в Успенском храме в Пазарджике епископом Главиницким Стефаном (Стайковым) был рукоположен в сан иеродиакона.
17 марта 1963 года в домовом храме духовной академии Климента Охридского её ректором епископом Макариопольским Николаем (Кожухаровым) был рукоположен в сан иеромонаха.
После окончания Софийской духовной академии с отличием в 1964 году направился на специализацию в Московскую духовную академию, где в течение двух лет приходил аспирантуру по практическому богословию получил степень кандидата богословия.
По возвращении в Болгарию, 1 августа 1966 года был определён протосингелом Сливенской епархии и занимал этот пост до 2 октября 1968 года.
24 ноября 1968 года в Димитриевском храме в Сливене митрополитом Сливенским Никодимом (Пиперовым) возведён в сан архимандрита.
С 20 октября 1968 года по 1 апреля 1972 года служил протосингелом Старозагорской епархии.
С 14 октября 1970 года до 10 декабря 1971 года проходил специализацию на Старокатолическам богословском факультете в Берне.
С 1 апреля 1972 года по 20 апреля 1975 года — вновь протосингел Сливенской епархии.
20 апреля 1975 года Софийском патриаршем Александро Невском соборе был хиротонисан в титулярного епископа Величского и назначен викарием Сливенской епархии.
23 марта 1980 года избран клиром и народом митрополитом Сливенским, а 13 апреля того же года утверждён на Сливенской кафедре решением Священного Синода Болгарской православной церкви.
Был одним из шести митрополитов, которие провозгласили патриаршие выборы 1971 года незаконными, а патриарха Максима — нелегитимным и низложенным и 18 мая 1992 года образовали т. н. Альтернативный синод, но почти сразу митрополит Иоанникий возвратился в подчинение патриарху Максиму.
Известен как ревностный и красноречивый патриот. Ему принадлежит предложение учредить свои герб и знамя для Болгарской православной церкви.
После смерти патриарха Максима, 6 ноября 2012 года группа епископов во главе с митрополитом Врачанским Каллиником (Александровым) и митрополитом Пловдивским Николаем (Севастиянов) предложили митрополита Иоанникия в качестве наместника-председателя Священного Синода БПЦ, но он письменно отказался от этой номинации, а также от своего выдвижения на патриарший престол. 10 ноября 2012 года митрополит Иоанникий участвовал в избрании митрополита Варненского и Великопреславского Кирилла на должность наместника-председателя Священного Синода и отказался участвовать в последующем бойкоте Синода группой, собравшейся вокруг Каллиника и Николая. Таким образом, митрополит Иоанникий лично способствовал преодолению помех в руководстве Болгарской православной церкви после смерти патриарха и успешному созыву Патриаршего избирательного собора, который 24 февраля 2013 года избрал митрополита Русенского Неофита (Димитрова) новым патриархом Болгарским.
В 2021 году он подал в отставку, но впоследствии по прсьбе клира, чтобы отозвал её. Однако в последние два с половиной года жизни он почти не появлялся на публике, чаще всего его заменял епископ Агатопольский Иерофей (Косаков), викарий Сливенской митрополии.
Умер 9 января 2024 года после продолжительной болезни. В Cливене 10, 11 и 12 января 2024 года был объявлен трехднёвный траур. Похоронен 11 января 2024 года рядом с восточной стороной соборной церкви святого Димитрия в городе Сливен.

## Труды
- Покаяние и изповед (ръководство), София, изд. "Вяра и Култура, " 1992.
- Наставления за духовен живот.
- Хвалете името Господне.
- Послания, слова, речи.
- Размишления за пастирското служение.
- Православен катехизис.
- Богоблагословенна шестдесетгодишнина.
- Приветствия и слова.
- Духовни наставления за покаяние и изповед.
- Светоотечески напътствия към свещенослужителите.
- За достойното приемане на светото Причастие.
- Последование на свещеническо опело.
- Последование на опело на мирянин.